# Damian Dąbrowski
Damian Dąbrowski (født 27. august 1992 i Kamienna Góra, Polen) er en polsk fodboldspiller, der spiller som Midtbanespiller i KS Cracovia.
Han står (pr. april 2018) noteret for én kamp for det polske landshold.